# Tancon
Tancon is een gemeente in het Franse departement Saône-et-Loire (regio Bourgogne-Franche-Comté) en telt 480 inwoners (1999). De plaats maakt deel uit van het arrondissement Charolles.

## Geografie
De oppervlakte van Tancon bedraagt 9,5 km², de bevolkingsdichtheid is 50,5 inwoners per km².
De onderstaande kaart toont de ligging van Tancon met de belangrijkste infrastructuur en aangrenzende gemeenten.

## Demografie
Onderstaande figuur toont het verloop van het inwonertal (bron: INSEE-tellingen).